# 정치경제학의 국민적 체계
《정치경제학의 국민적 체계》(독일어: Das nationale System der politischen Oekonomie, 일본어: 政治経済学の国民的体系)는 독일의 경제학자인 프리드리히 리스트가 1841년에 출판한 저서이다.

## 개요
1789년에 독일에서 태어난 리스트는 유치산업을 주장하고, 스미스나 리카도에 의해 주장된 무역자유화의 논의에 이의를 제기한 경제학자이다. 리스트가 태어났을 당시에 독일의 공업은 영국의 제품이 대량으로 수입되고 있었기 때문에 치명적인 타격을 입고 있었다. 따라서 리스트는 국가 산업을 육성하기 위해 무역자유화를 규제할 필요를 논했다. 저서인 《정치경제학의 국민적 체계》는 관찰, 이론화, 비교, 정책제언으로 이루어져 있으며, 무역자유화를 비판하고 있다.

### 단계적 발전
경제발전이 단계적으로 진행된다는 것을 말하고 있다. 즉, 농업 기반인 경제에서 공업이 진전되기 위해서는 과학기술의 지식이 도입되어야 하며, 또한 생산수단을 준비할 필요도 있다. 즉, 산업으로서 공업이 자립하기 위해서는 시간이 걸린다. 이를 리스트는 "유아나 소년이 격투로 건장한 어른을 이기기 힘들다"라고 말하고 있으며 유치산업을 자유 경쟁에 노출시키면 발전이 저해된다고 생각했다. 리스트는 경제발전의 모델로 미개상태, 목축상태, 농업상태, 농공업상태, 농공상업상태의 5단계를 제시했다. 우선 농업에 의해 국가의 경제적 기반을 확립하면 공업을 진흥하기 위한 조건을 정돈할 수 있다. 다만 공업의 발전을 위해서는 지식, 기술, 숙련이 필요하기 때문에 정부에 의해 보호되어야 한다. 중요한 것은 공업을 육성하는 것이며, 국내의 공업이 수요에 대한 공급 능력을 갖추게 되면 보호 관세를 단계적으로 폐지한다. 최종적으로는 자국의 공업이 자유무역에 의해 타격을 입지 않을 정도로 발전하면 무역의 제한을 철폐할 수도 있다.

### 정신적 측면
경제의 물질적 측면뿐만 아니라 정신적 측면에도 주목해야 한다고 논하고 있다. 그것은 사회 관계와 제도, 그리고 산업의 기초가 되는 지식 체계이다 스미스가 《국부론》에서 밝힌 분업이란 생산법 공유라는 사회관계가 기능해 처음으로 성립하는 것이다. 이를 리스트는 정신적인 국민 자본으로 중요시하고 있으며, 교사나 행정관 등에 의해 축적되는 것이 경제발전에 필수적이라고 생각했다.

## 같이 보기
- 프리드리히 리스트
- 유치산업보호론